# Copa del Emir (Kuwait)
La Copa del Emir de Kuwait es una competición del balompié kuwaití creada en 1962. La Copa del Emir, es disputada al final de la temporada de fútbol kuwaití. Se la considera la copa más valiosa.

## Palmarés
| Temporada | Campeón                            | Resultado                          | Finalista                          | Sede de la final                     |
| --------- | ---------------------------------- | ---------------------------------- | ---------------------------------- | ------------------------------------ |
| 1962      | Al-Arabi                           | 7 - 1                              | Al-Qadsia                          |                                      |
| 1963      | Al-Arabi                           | 1 - 0                              | Al-Kuwait                          |                                      |
| 1964      | Al-Arabi                           | 2 - 1                              | Al-Qadsia                          |                                      |
| 1965      | Al-Qadsia                          | 3 - 1                              | Al-Arabi                           |                                      |
| 1966      | Al-Arabi                           | 2 - 0                              | Al-Salmiya                         |                                      |
| 1967      | Al-Qadsia                          | 4 - 2                              | Al-Arabi                           |                                      |
| 1968      | Al-Qadsia                          | 2 - 1                              | Al-Arabi                           |                                      |
| 1969      | Al-Arabi                           | 2 - 1                              | Al-Kuwait                          |                                      |
| 1970      | Al-Yarmouk                         | 2 - 1                              | Al-Arabi                           |                                      |
| 1971      | Al-Arabi                           | 2 - 1                              | Al-Kuwait                          |                                      |
| 1972      | Al-Qadsia                          | 2 - 1                              | Al-Arabi                           |                                      |
| 1973      | Al-Yarmouk                         | 0 - 0 (4-2 pen.)                   | Al-Salmiya                         |                                      |
| 1974      | Al-Qadsia                          | 1 - 0                              | Al-Kuwait                          |                                      |
| 1975      | Al-Qadsia                          | 2 - 1                              | Al-Kuwait                          |                                      |
| 1976      | Al-Kuwait                          | 1 - 0                              | Al-Qadsia                          |                                      |
| 1977      | Al-Kuwait                          | 2 - 1                              | Al-Qadsia                          |                                      |
| 1978      | Al-Kuwait                          | 4 - 1                              | Al-Salmiya                         |                                      |
| 1979      | Al-Qadsia                          | 2 - 1                              | Kazma                              |                                      |
| 1980      | Al-Kuwait                          | 3 - 2                              | Kazma                              |                                      |
| 1981      | Al-Arabi                           | 1 - 0                              | Al-Kuwait                          |                                      |
| 1982      | Kazma                              | 6 - 1                              | Al-Kuwait                          |                                      |
| 1983      | Al-Arabi                           | 2 - 1                              | Kazma                              |                                      |
| 1984      | Kazma                              | 2 - 0                              | Al-Tadamon                         |                                      |
| 1985      | Al-Kuwait                          | 2 - 2 (4-2 pen.)                   | Kazma                              |                                      |
| 1986      | Al-Fahaheel                        | 3 - 0                              | Kazma                              |                                      |
| 1987      | Al-Kuwait                          | 4 - 2                              | Al-Tadamon                         |                                      |
| 1988      | Al-Kuwait                          | 1 - 0                              | Kazma                              |                                      |
| 1989      | Al-Qadsia                          | 2 - 1                              | Al-Arabi                           |                                      |
| 1990      | Kazma                              | 1 - 1 (4-2 pen.)                   | Al-Arabi                           |                                      |
| 1991      | Suspendida por la Guerra del Golfo | Suspendida por la Guerra del Golfo | Suspendida por la Guerra del Golfo | Suspendida por la Guerra del Golfo   |
| 1992      | Al-Arabi                           | 1 - 1 (3-2 pen.)                   | Al-Qadsia                          |                                      |
| 1993      | Al-Salmiya                         | 5 - 0                              | Al-Yarmouk                         |                                      |
| 1994      | Al-Qadsia                          | 2 - 0                              | Al-Tadamon                         |                                      |
| 1995      | Kazma                              | 1 - 0                              | Al-Arabi                           |                                      |
| 1996      | Al-Arabi                           | 2 - 1                              | Al-Jahra                           |                                      |
| 1997      | Kazma                              | 2 - 0                              | Al-Qadsia                          |                                      |
| 1998      | Kazma                              | 3 - 1                              | Al-Arabi                           |                                      |
| 1999      | Al-Arabi                           | 2 - 1                              | Al Sahel Abu Hlaifa                |                                      |
| 2000      | Al-Arabi                           | 2 - 1                              | Al-Tadamon                         |                                      |
| 2001      | Al-Salmiya                         | 3 - 1                              | Kazma                              |                                      |
| 2002      | Al-Kuwait                          | 1 - 0                              | Al-Jahra                           |                                      |
| 2003      | Al-Qadsia                          | 2 - 2 (4-1 pen.)                   | Al-Salmiya                         |                                      |
| 2004      | Al-Qadsia                          | 2 - 0                              | Al-Kuwait                          |                                      |
| 2005      | Al-Arabi                           | 1 - 1 (6-5 pen.)                   | Kazma                              |                                      |
| 2006      | Al-Arabi                           | 2 - 0                              | Al-Qadsia                          |                                      |
| 2007      | Al-Qadsia                          | 5 - 0                              | Al-Salmiya                         |                                      |
| 2008      | Al-Arabi                           | 2 - 1                              | Al-Salmiya                         |                                      |
| 2009      | Al-Kuwait                          | 2 - 1                              | Al-Arabi                           | Estadio Al Kuwait Sports Club        |
| 2010      | Al-Qadsia                          | 0 - 0 (4-1 pen.)                   | Al-Kuwait                          | Estadio Al Kuwait Sports Club        |
| 2011      | Kazma                              | 1 - 0                              | Al-Kuwait                          | Estadio Al Kuwait Sports Club        |
| 2011-12   | Al-Qadsia                          | 1 - 0                              | Kazma                              | Estadio Al Kuwait Sports Club        |
| 2012-13   | Al-Qadsia                          | 3 - 0                              | Al-Jahra                           | Estadio Al Kuwait Sports Club        |
| 2013-14   | Al-Kuwait                          | 1 - 1 (4-3 pen.)                   | Al-Qadsia                          | Estadio Al Kuwait Sports Club        |
| 2014-15   | Al-Qadsia                          | 1 - 0                              | Al-Salmiya                         | Estadio Al Kuwait Sports Club        |
| 2015-16   | Al-Kuwait                          | 3 - 1                              | Al-Arabi                           | Estadio Internacional Jaber Al-Ahmad |
| 2016-17   | Al-Kuwait                          | 4 - 2                              | Kazma                              | Estadio Internacional Jaber Al-Ahmad |
| 2017-18   | Al-Kuwait                          | 3 - 0                              | Al-Arabi                           | Estadio Internacional Jaber Al-Ahmad |
| 2018-19   | Al-Kuwait                          | 2 - 0                              | Al-Qadsia                          | Estadio Internacional Jaber Al-Ahmad |
| 2019-20   | Al-Arabi SC                        | 2 - 1                              | Al-Kuwait                          | Estadio Internacional Jaber Al-Ahmad |
| 2020-21   | Al-Kuwait                          | 1 - 0                              | Qadsia SC                          | Estadio Internacional Jaber Al-Ahmad |
| 2021-22   | Kazma SC                           | 2 - 1                              | Al-Salmiya SC                      | Estadio Internacional Jaber Al-Ahmad |
| 2022-23   | Al-Kuwait                          | 3 - 0                              | Kazma SC                           | Estadio Internacional Jaber Al-Ahmad |
| 2023-24   | Qadsia SC                          | 1 - 0                              | Al-Salmiya SC                      | Estadio Internacional Jaber Al-Ahmad |

## Títulos por club
| Club            | Campeón | 2° | Años campeón                                                                                         |
| --------------- | ------- | -- | --- |
| Al-Qadsia SC    | 17      | 10 | 1965, 1967, 1968, 1972, 1974, 1975, 1979, 1989, 1994, 2003, 2004, 2007, 2010, 2012, 2013, 2015, 2024 |
| Al-Arabi SC     | 16      | 12 | 1962, 1963, 1964, 1966, 1969, 1971, 1981, 1983, 1992, 1996, 1999, 2000, 2005, 2006, 2008, 2020       |
| Al-Kuwait SC    | 16      | 11 | 1976, 1977, 1978, 1980, 1985, 1987, 1988, 2002, 2009, 2014, 2016, 2017, 2018, 2019, 2021, 2023       |
| Kazma SC        | 8       | 11 | 1982, 1984, 1990, 1995, 1997, 1998, 2011, 2022                                                       |
| Al Salmiya Club | 2       | 9  | 1993, 2001                                                                                           |
| Al-Yarmouk SC   | 2       | 1  | 1970, 1973                                                                                           |
| Al Fahaheel SC  | 1       | -  | 1986                                                                                                 |
| Al Tadamun SC   | -       | 4  | -----                                                                                                |
| Al Jahra SC     | -       | 3  | -----                                                                                                |
| Al-Sahel SC     | -       | 1  | -----                                                                                                |